# 胡文耀
胡文耀（1885年—1966年1月1日），浙江鄞县人，震旦大学最后一任校长，也是该校唯一一位华人校长。

## 生平
胡文耀是浙江鄞县人，1908年毕业于震旦大学预科（二年制），与同样来自鄞县的翁文灏和来自嘉善的孙文耀（字仲蔚，孙道临之父）同时考取官费留欧，留学于比利时鲁汶大学，此三人并称“震旦三文”。获得博士学位后，于1913年回到中国，任北京大学数学教授。1921年迁居上海，任中法工业专科学校教务主任。1932年起担任震旦大学及附中挂名校长，同时兼任法租界公董局所办的萨波赛小学校长。 1942年，胡文耀皈依天主教。 
1951年，成立不久的中華人民共和國政府接管震旦大学，胡文耀留任校长。这时他转向革新运动，发起组织上海市抗美援朝天主教支会，受到绝罚处分。胡文耀也是震旦大学最后一任校长，1952年l0月院系调整后，胡文耀任新组建的上海第二医学院副院长。此后为第一至三届全国人大代表。
1966年去世，享年81岁。